# Kunst – Stadt – Raum
Die Kunstsammlung Kunst – Stadt – Raum ist ein Ensemble der Berlinischen Galerie in der Südlichen Friedrichstadt im Berliner Ortsteil Kreuzberg. Sie besteht aus insgesamt 11 Kunstwerken und Objekten, die im Umfeld des Museums angeordnet wurden.

## Hintergrund
Die Berlinische Galerie befindet sich in einem Wohngebiet, das durch den Zweiten Weltkrieg und den Bau der Berliner Mauer geprägt ist. Viele Gebäude wurden im Krieg zerstört oder schwer beschädigt. So findet man in der benachbarten Lindenstraße im alten Baubestand nur noch das Victoria-Gebäude, alle anderen Häuser wurden abgerissen, so auch die Synagoge Lindenstraße in der heutigen Axel-Springer-Straße.
Mit dem Bau der Mauer geriet dieser Teil Kreuzbergs ins Abseits der Öffentlichkeit. Die Internationale Bauausstellung im Jahr 1984 sollte dies ändern. Durch die Förderung von sozialem Wohnungsbau wurden diese Gebiete wieder als Wohngebiete erschlossen. Namhafte Architekten wie Hans Kollhoff oder John Hejduk erstellten hier große Mietshäuser. Auch nach der Neubebauung blieben größere Grünflächen erhalten oder wurden neu angelegt, auf ein größeres Grundstück für einen eigenen Skulpturenpark konnte die Galerie jedoch nicht zurückgreifen. Daher kam man auf die Idee, das Umfeld der Galerie zu einem öffentlichen Skulpturenpark zu nutzen. Dabei ging man davon aus, dass Touristen und Spaziergänger auf der Suche nach den Museen, wie das Jüdische Museum in diesem Stadtteil zufällig auf die Skulpturen stoßen werden und dabei erkennen: „Hier bin ich bestimmt richtig.“

## Kunstwerke und Objekte
Die Objekte sind im Umfeld der Berlinischen Galerie verteilt. Einige befinden sich in der Axel-Springer-Straße, in der Lindenstraße, aber auch in der Ritterstraße oder direkt in unmittelbarer Nähe der Galerie in der Alten Jakobstraße.
Es handelt sich um die folgenden elf Objekte:
1. Fritz Balthaus: marked space – unmarked space, 2003/2004, vor der Galerie
2. Silvia Klara Breitwieser: Botschaften – Die Berlinische Botschaft, 1996/1997, in der Straße Am Berlin Museum
3. Gunter Demnig: Stolpersteine, seit 1996 in der Alexandrinenstraße, Alten-Jakobstraße, Axel-Springer-Straße, Lindenstraße, Neuenburger Straße sowie der Ritterstraße
4. Brigitte und Martin Matschinsky-Denninghoff: Dreiheit, 1993, vor der Galerie
5. Rolf Szymanski: Black Sun Press, 1969–1973, Lindenstraße Mittelstreifen
6. Rolf Szymanski: Wasserträgerin, 1981, Lindenstraße Mittelstreifen vor der Abzweigung zu Straße Am Berlin Museum
7. Micha Ullman: Nobody (Niemand), 1990, Lindenstraße gegenüber dem Jüdischen Museum
8. Micha Ullman, Zvi Hecker, Eyal Weizman: Blatt, 1997, Axel-Springer-Straße im Innenhof des Geschäftshauses Ort der Erinnerung der Barmer Ersatzkasse
9. Rolf Szymanski: Flucht aus der Zeit, 1992–2004, vor der Galerie
10. Kuehn Malvezzi: Markierung Glaslager, 2003/2004, vor der Galerie
11. Pomona Zipser: ohne Titel, 1999/2000, Lindenstraße/Ecke Kochstraße

Die Objekte in unmittelbarer Umgebung der Galerie sind das Ergebnis eines Kunstwettbewerbs, der von der Senatskulturverwaltung veranstaltet wurde. Bei den anderen Objekten handelt es sich teilweise im Dauerleihgaben, teilweise um Schenkungen. Das gesamte Ensemble soll keinen statischen Charakter haben, sondern sich durch Neuerwerbungen verändern.

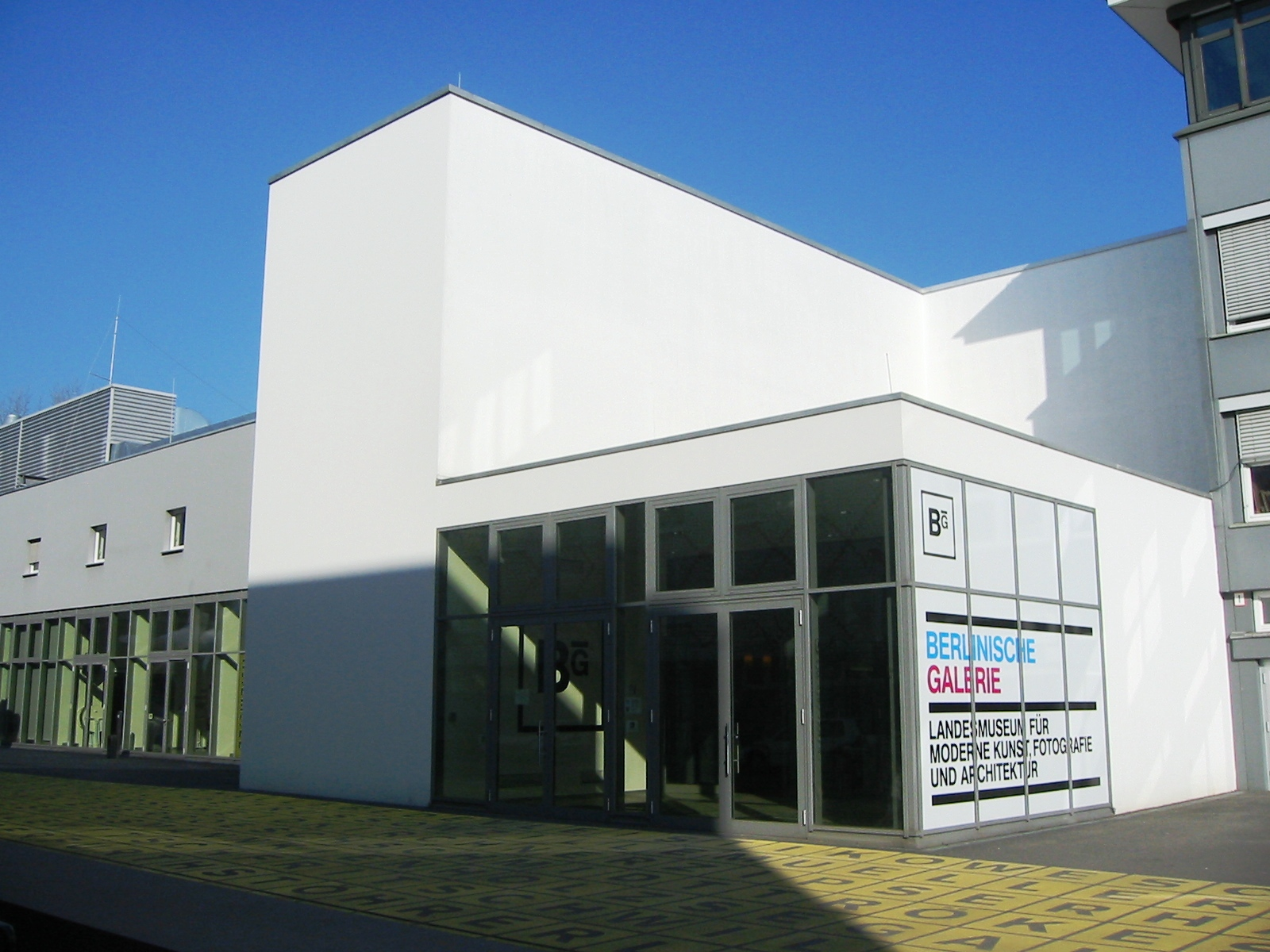
marked space - unmarked space von Balthaus
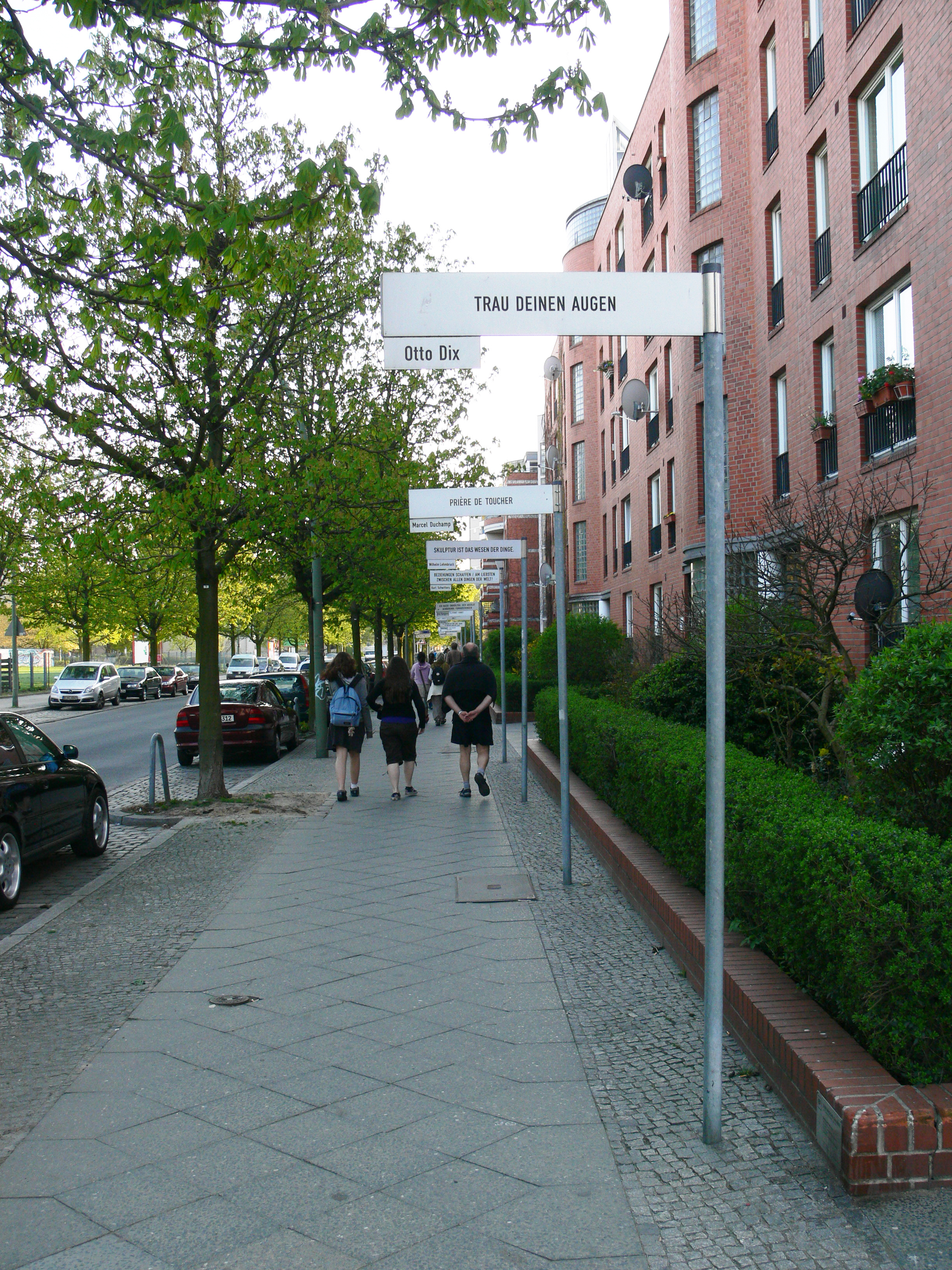
Botschaften – Die Berlinische Botschaft von Breitwieser
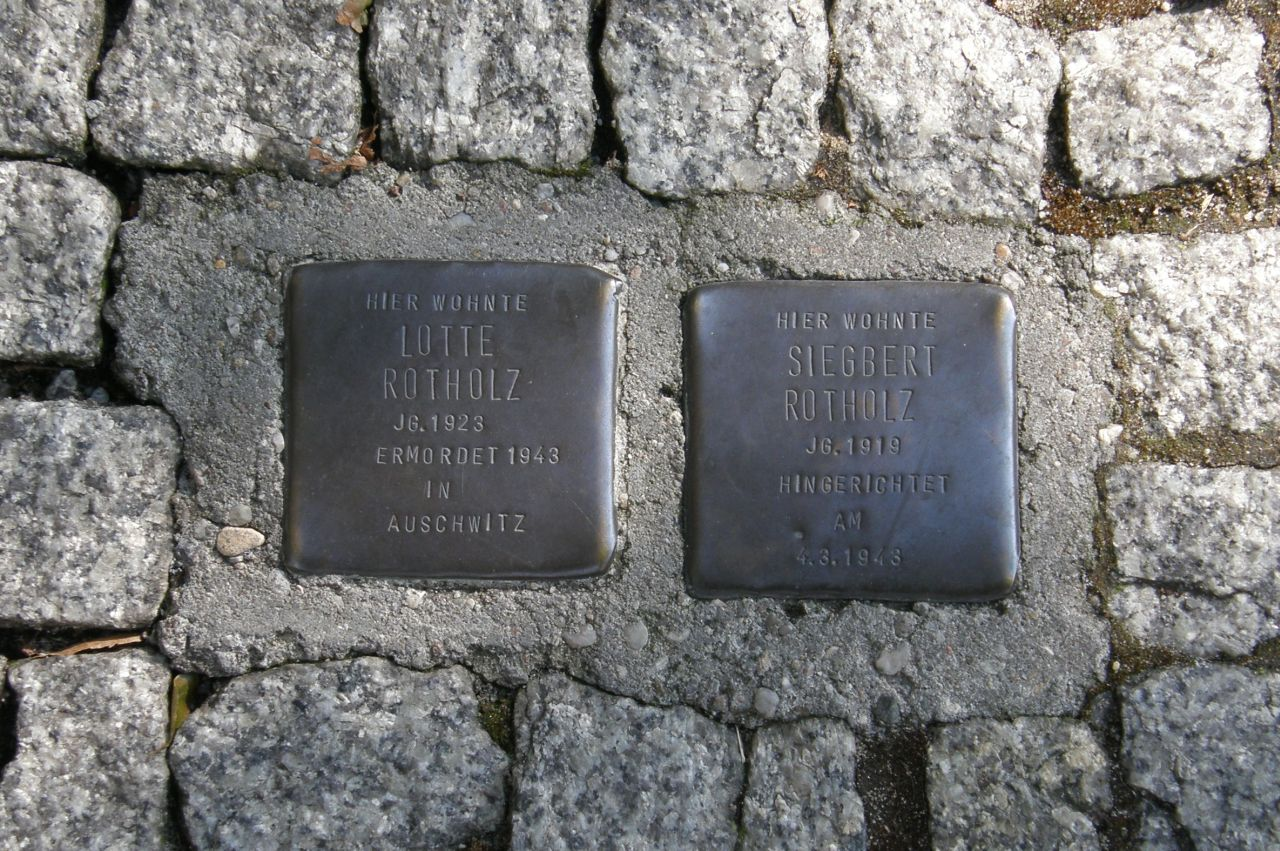
Stolpersteine von Demnig
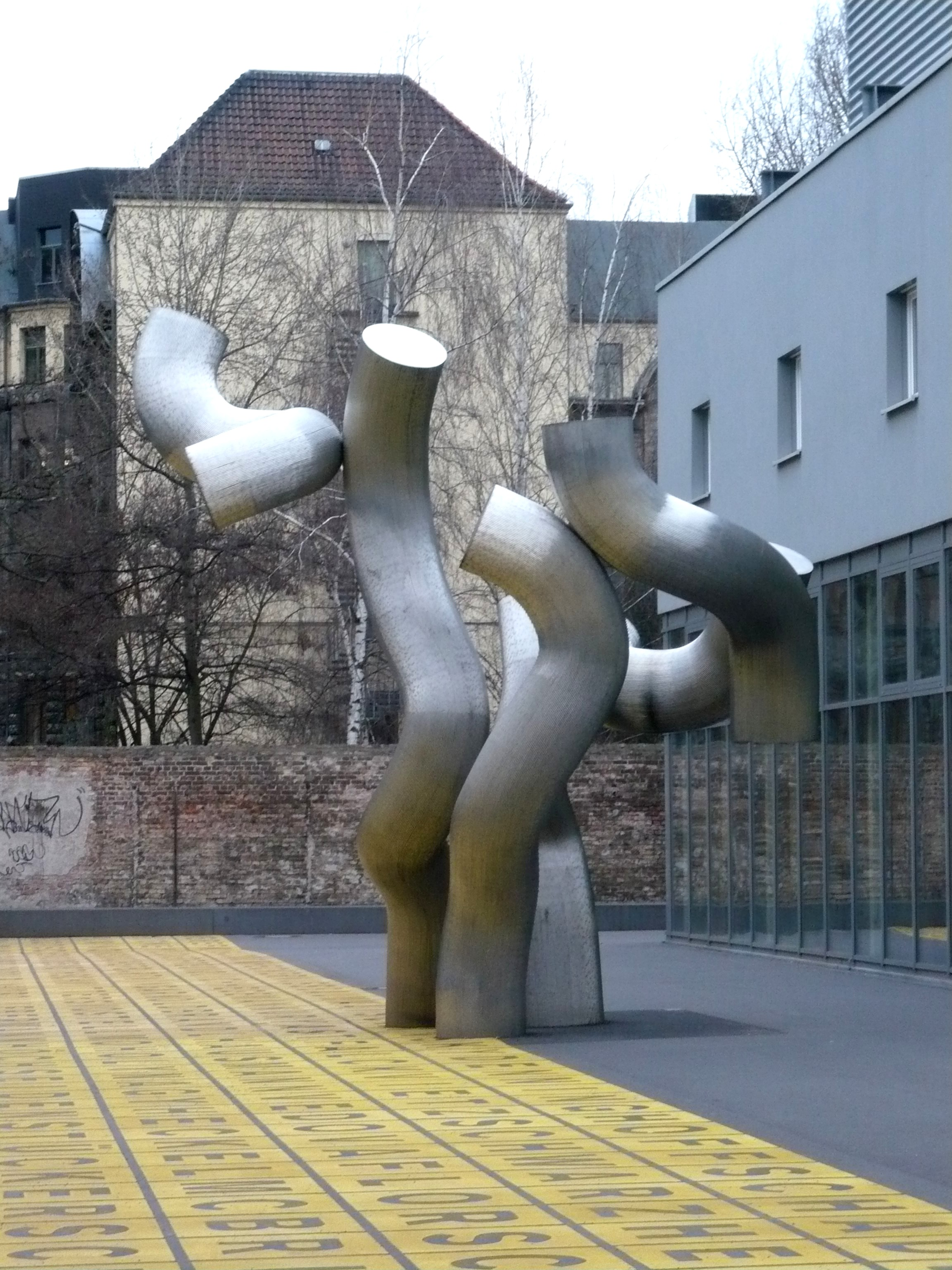
Dreiheit von Matschinsky-Denninghoff
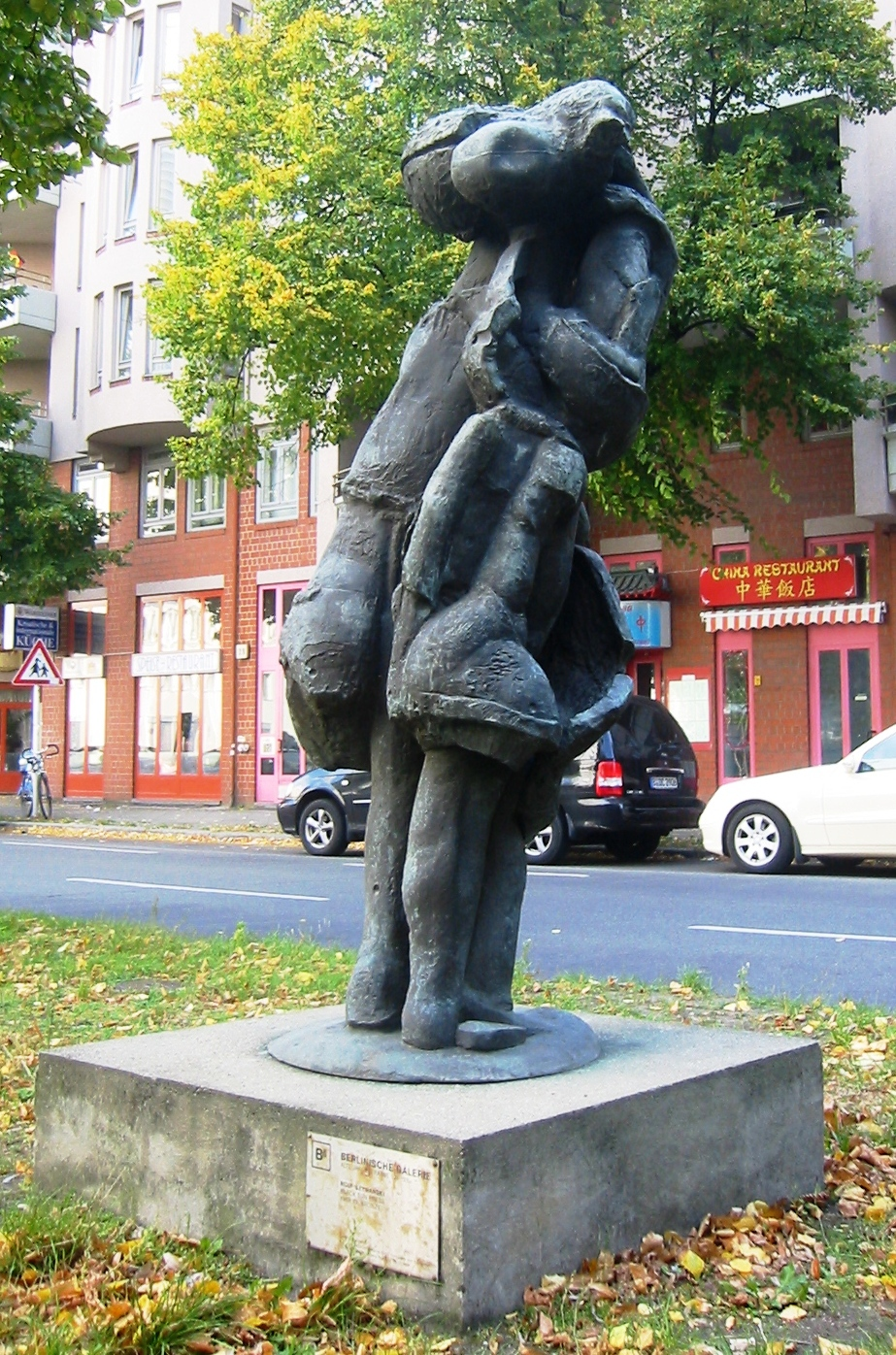
Black Sun Press von Szymanski
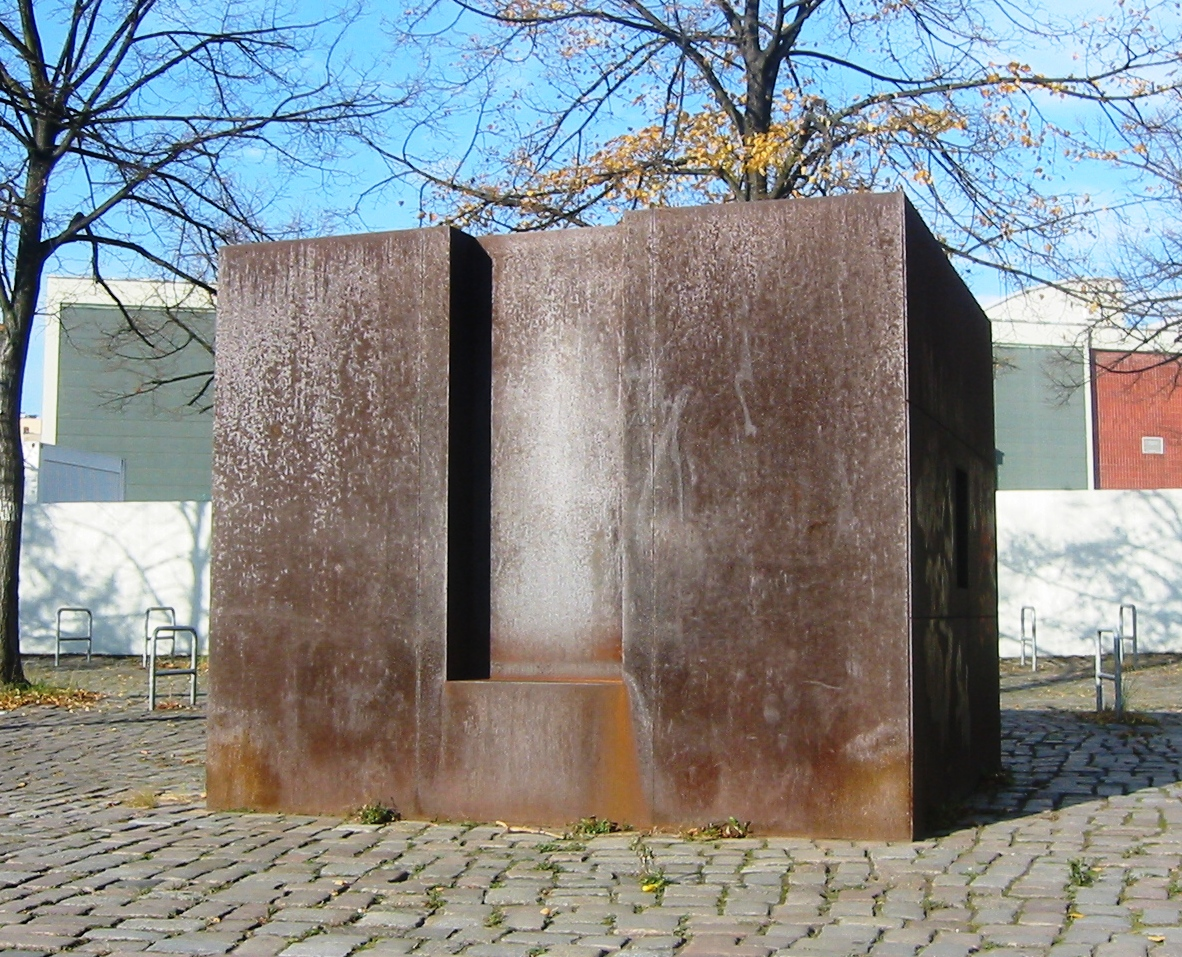
Nobody von Ullman
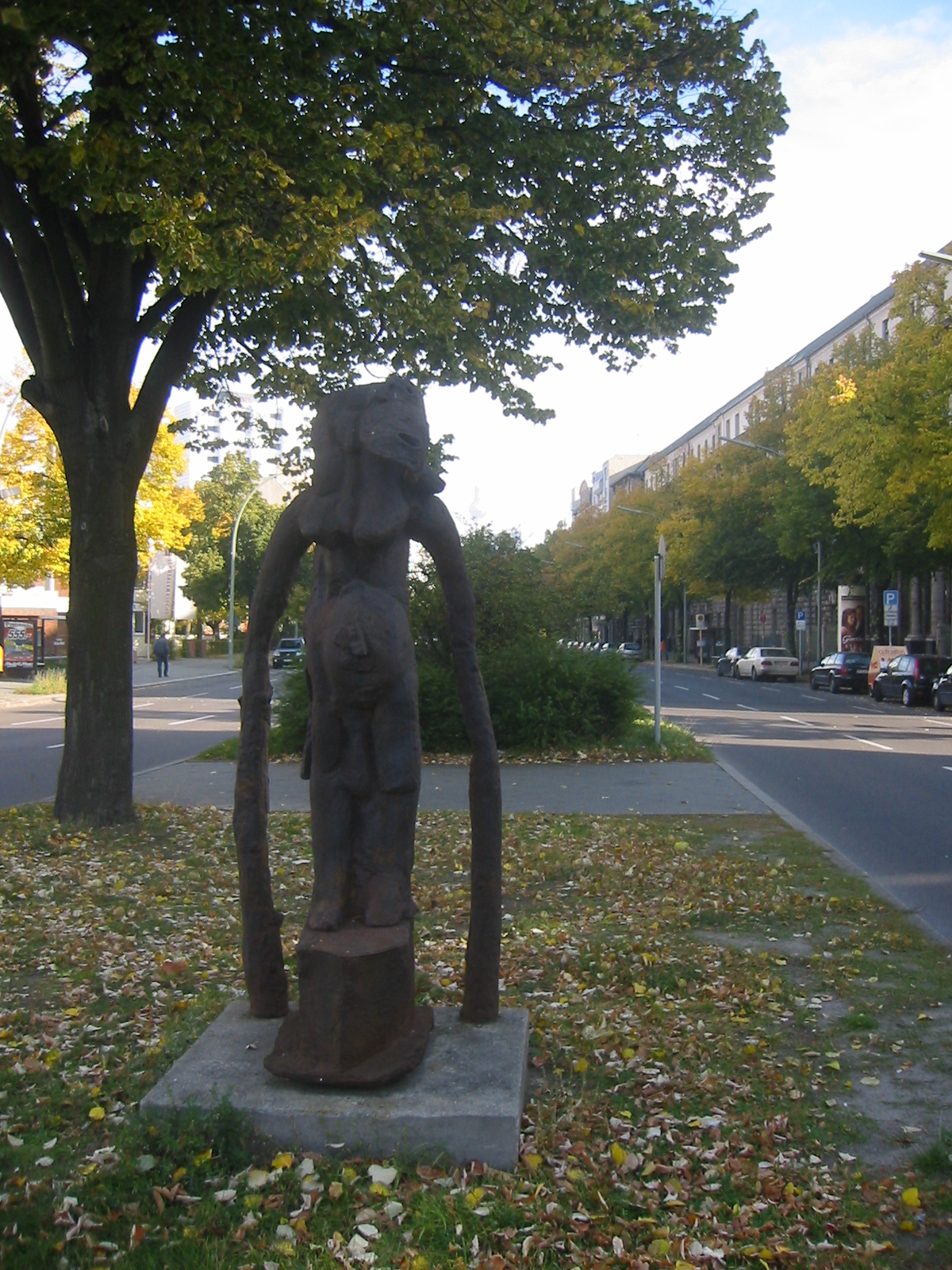
Wasserträgerin von Szymanski
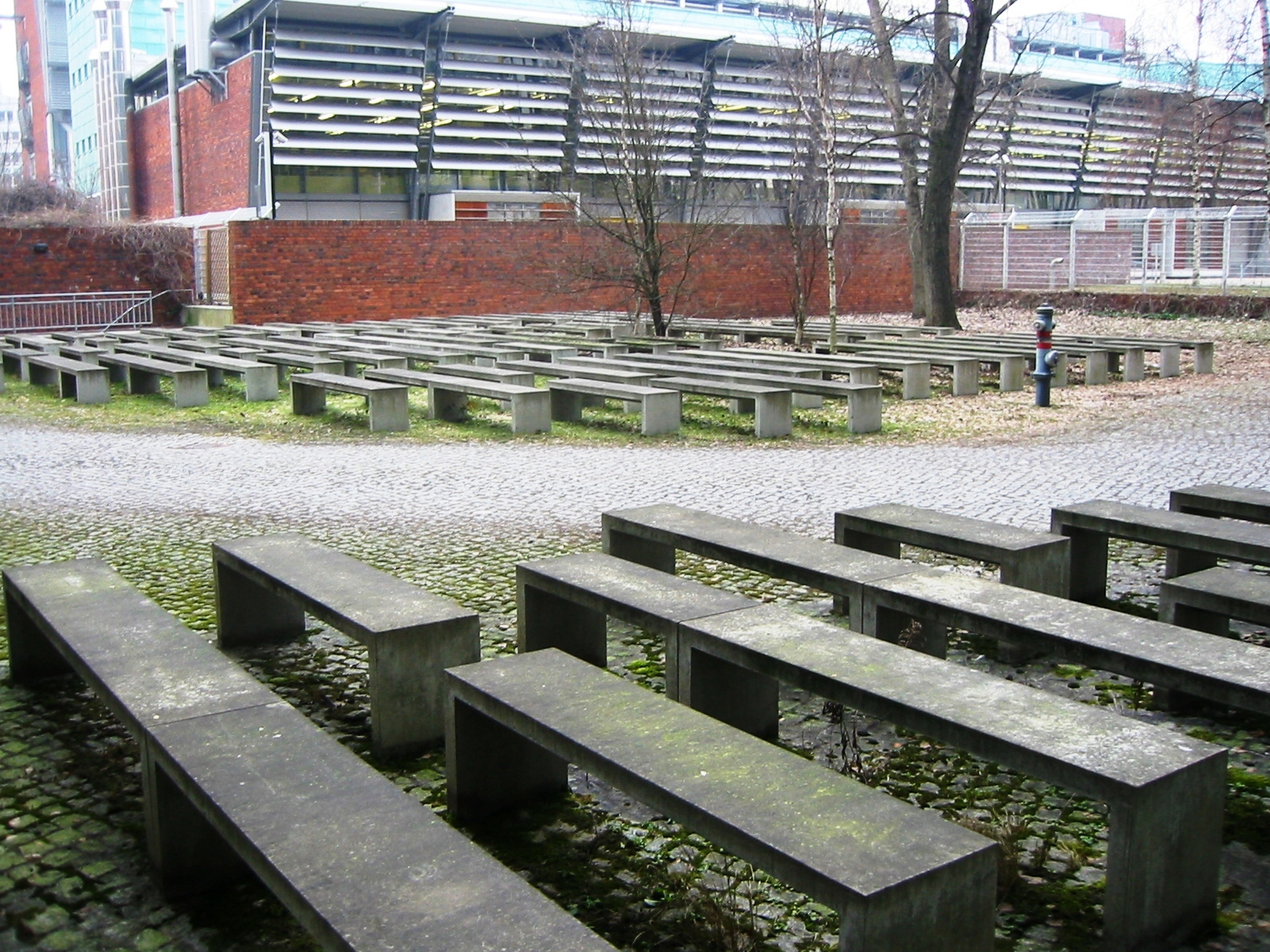
Blatt von Ullman, Hecker und Weizman
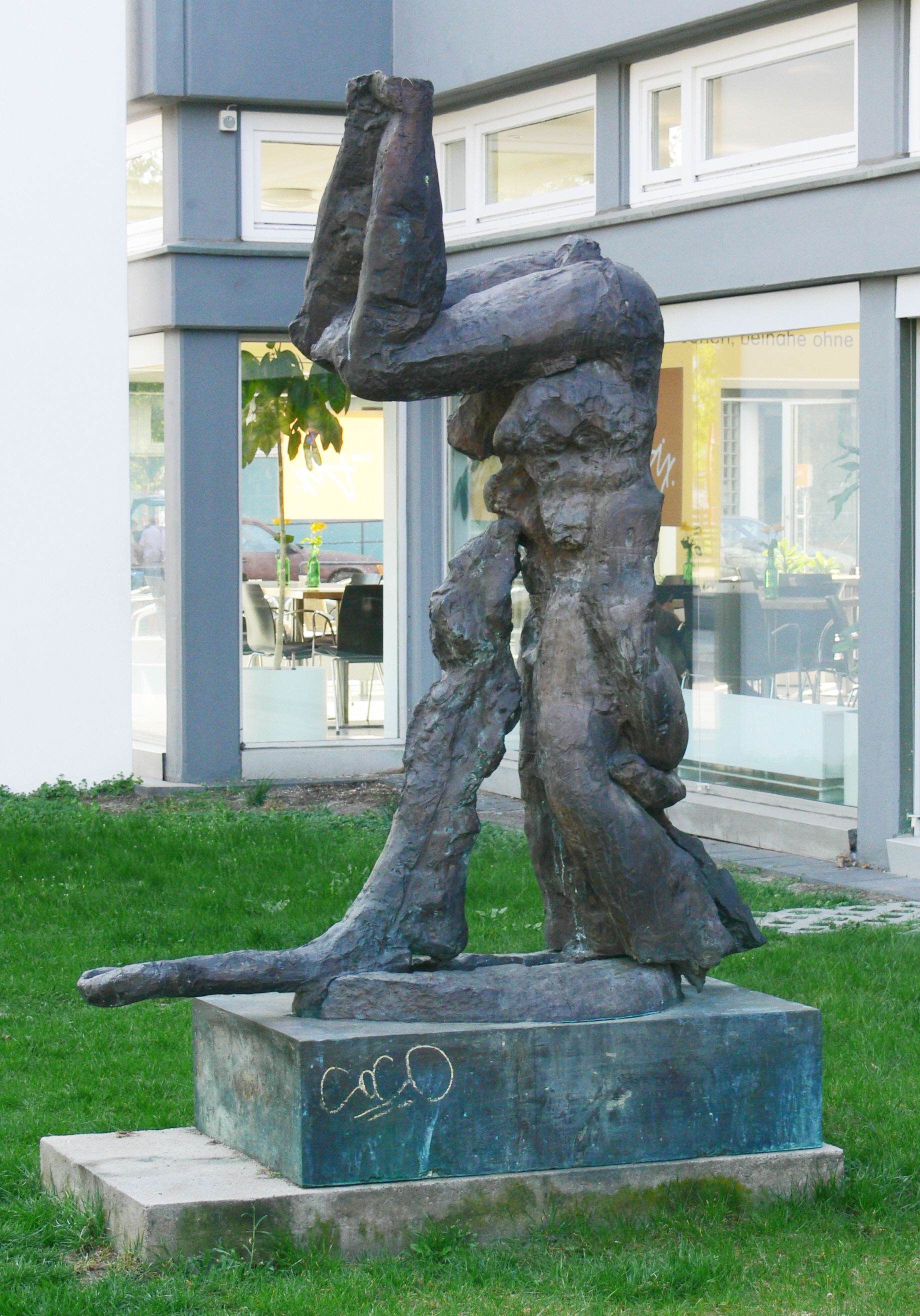
Flucht aus der Zeit von Szymanski
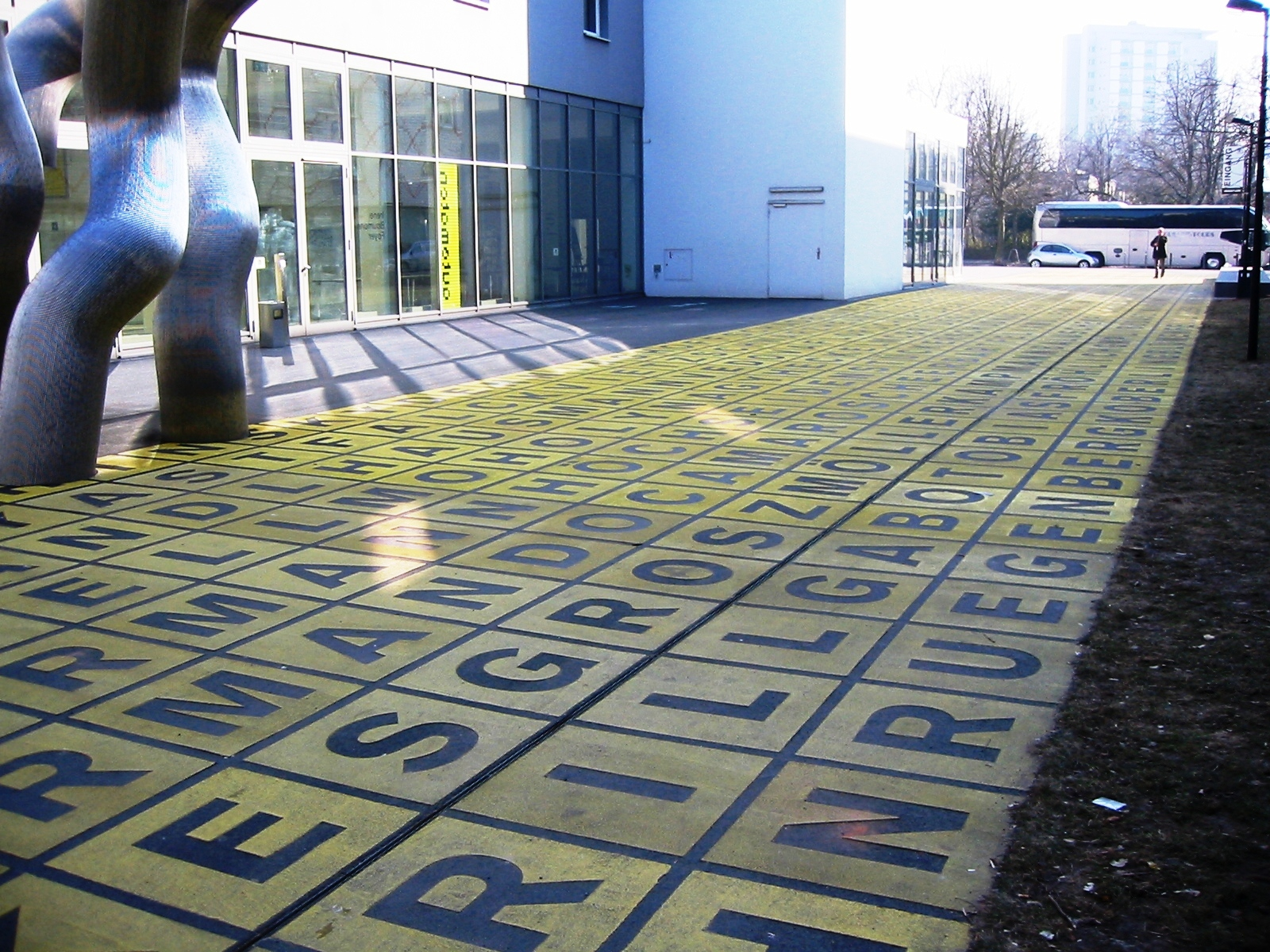
Markierung Glaslager von Kuehn Malvezzi
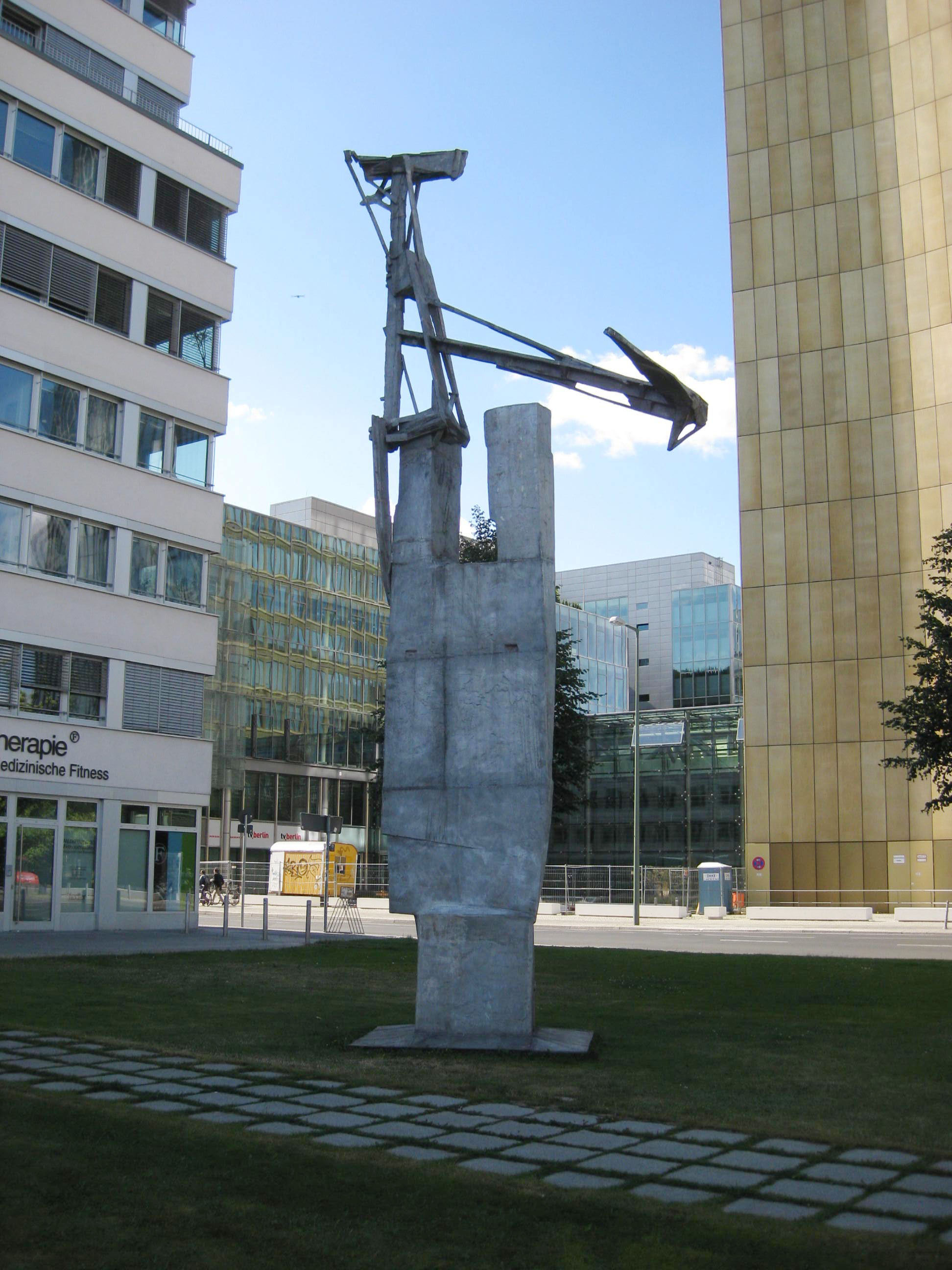
ohne Titel von Zipser